# 壯東站
壯東站（：／ Jangdong yeok */?）曾經为韩国铁路和順線上的一座鐵路站，位于全罗南道和順郡东面，已于1986年废止。

## 历史
- 1948年11月1日 - 落成使用。
- 1986年1月1日 - 停止使用[1]。